# Hypsugo musciculus
Hypsugo musciculus é uma espécie de morcego da família Vespertilionidae. Pode ser encontrada na Serra Leoa, Gana, Camarões, Gabão, Congo e República Democrática do Congo.